# Controle de população animal
Controle de população animal é a prática de manter artificialmente o tamanho de qualquer população animal. Simplesmente se refere ao ato de limitar o tamanho de uma população animal de modo que permaneça controlável, em oposição ao ato de proteger uma espécie de taxas excessivas de extinção, que é conhecido como biologia da conservação.
O controle de população animal pode ser administrado de uma ampla variedade de formas menos conhecidas como translocação ou manipulação da capacidade reprodutiva, mas o método mais controverso é o abate. Existe também a influência de fatores ambientais, como suprimento de alimentos ou predação.